# Clomipramina
La  clomipramina  è un principio attivo della classe degli antidepressivi triciclici. È stata creata in laboratorio negli anni sessanta dalla società Geigy di Basilea. Le sue proprietà antidepressive sono  dovute alla inibizione della ricaptazione (re-uptake) neuronale della serotonina (5-HT) e della noradrenalina rilasciate nello spazio sinaptico.
Lo spettro farmacologico della Clomipramina comprende proprietà noradrenergiche, antistaminiche e serotoninergiche.

## Indicazioni
Viene utilizzata come terapia in tutte le forme di depressione (comprese quelle associate a manifestazioni psicotiche). È inoltre indicata in caso di disturbo ossessivo compulsivo e attacchi di panico. Negli USA, la molecola è registrata ed usata solo per il Disturbo Ossessivo Compulsivo, al pari della fluvoxamina, mentre in Europa sono registrate per entrambi gli utilizzi.

## Controindicazioni
Controindicato in soggetti con anomalie della conduzione cardiaca, aritmie, post-infarto, malattie epatiche gravi, epilessia, iperplasia prostatica, glaucoma ad angolo stretto, ipertiroidismo, in gravidanza ed allattamento.

## Interazioni
Evitare l'associazione con inibitori delle monoaminoossidasi (IMAO) o con clonidina per il rischio di crisi ipertensive. Da evitare anche la contemporanea somministrazione di farmaci quali fenitoina, aspirina, aminopirina e fenotiazine che, legando in maniera competitiva l'albumina (principale proteina di trasporto del farmaco), possono aumentarne la quota libera di clomipramina e quindi l'effetto.

## Farmacocinetica
Dopo la somministrazione per via orale, l'assorbimento è incompleto. La clomipramina è inoltre soggetta ad un notevole effetto di primo passaggio a livello epatico. A causa dell'elevata liposolubilità e del notevole legame alle proteine plasmatiche, questo farmaco presenta un elevato volume di distribuzione. Il metabolismo epatico avviene mediante una reazione di demetilazione.

## Farmacodinamica
Come tutti gli antidepressivi triciclici, la clomipramina agisce bloccando in modo non selettivo la ricaptazione delle amine (noradrenalina e serotonina) con funzione di neurotrasmettitori a livello delle sinapsi. Il blocco della ricaptazione permette una permanenza più lunga del neurotrasmettitore nel sito recettoriale. La clomipramina ha inoltre effetti anticolinergici, bloccando i recettori muscarinici dell'acetilcolina.

## Effetti indesiderati
Fra gli effetti collaterali più frequenti si riscontrano:
- effetti anticolinergici (secchezza delle fauci, sudorazione, stipsi, visione offuscata)
- effetti psichiatrici (sonnolenza o insonnia, aumento dell'appetito, confusione mentale, soprattutto nei pazienti anziani o con morbo di Parkinson, stati ansiosi, mania, aggressività, vuoti di memoria)
- effetti neurologici (vertigini, tremori, cefalee, mioclono, delirio, disturbi della parola, parestesie, debolezza muscolare, ipertonia muscolare)
- effetti gastrointestinali: (nausea, vomito, diarrea)
- effetti dermatologici (rash cutanei e orticaria, fotosensibilità, prurito)
- effetti cardiovascolari (ipotensione posturale, tachicardia, palpitazioni, aritmie, aumento della pressione sanguigna)
- effetti sul sistema endocrino (aumento del peso corporeo, disturbi della libido)
- effetti ematologici (casi isolati di leucopenia, agranulocitosi, trombocitopenia, eosinofilia e porpora)